# اکساکلار، گوینوک
اکساکلار، گوینوک (به لاتین: Aksaklar, Göynük) یک منطقهٔ مسکونی در ترکیه است که در استان بولی واقع شده‌است.

## خصوصیات
اکساکلار ۱۲۷ نفر جمعیت دارد.